# Філіштинський Ігор Дмитрович
Ігор Дмитрович Філішти́нський (нар. 31 травня 1958, Бар) — український волейбольний тренер, майстер спорту СРСР із волейболу, заслужений тренер України, тренер у запорізькій «Орбіті-ЗТМК-ЗНУ» з 2013 року.

## Кар'єра гравця
Кар'єру гравця український тренер почав 1974 року в команді СКА (Вінниця), де грав до 1978 року. Після цього захищав честь команди «Політехнік» з міста Одеси. У сезоні 1986-х — 1987-х років — гравець луганського «Динамо», після чого знову на сезон повертається до Одеси. 1988 року закінчив кар'єру гравця.

## Кар'єра тренера
Після завершення кар'єри гравця Ігоря Філіштинського запрошують працювати з командою «Медін» (Одеса) (1988—1990). Після цього відомий український фахівець стає тренером у командах: «Январка», «Краян», «Динамо-Джінестра», «Дженестра», «Джінестра». 2007 року Ігор Філіштинський їде працювати до Росії. Там він стає головним тренером у командах «Стінол» (Липецьк), «Імпульс-ПАЕС» (Волгодонськ), «Протон» (Балаково), «Автодор-МЕТАР» (Челябінськ). У Росії Філіштинський працює до 2010 року. У сезоні 2011-2012 він переїжджає в Азербайджан, де очолює фарм-клуб «Локомотива» (Баку). В Україну Ігор Філіштинський повертається в сезоні 2012-2013 і очолює запорізьку «Орбіту-ЗТМК-ЗНУ». Досвідчений фахівець у першому ж сезоні приводить команду до завоювання бронзових медалей чемпіонату України в Суперлізі. У сезоні 2013-14 «Орбіта-ЗТМК-ЗНУ» під його керівництвом фінішувала третьою в Кубку України і в чемпіонаті. Крім того, команда взяла участь у Кубок ЄКВ і пройшла до 1/8 фіналу.

## Кар'єра тренера в національній збірній
Ігор Філіштинський очолював національну збірну України в 1996—1998 і 2003—2005 роках. Найвище досягнення — вихід до фінальної частини Олімпійських ігор у 1996-му і 7-ме місце у фіналі Чемпіонат Європи в 1997 році. 2005 року очолював студентську збірну України. Найвище досягнення — 5-те місце на Всесвітній Універсіаді 2005 року.

## Титули та нагороди
- Срібний призер Універсіади 1985 року
- Бронзовий призер Спартакіади народів СРСР 1983 року
- Володар малих золотих медалей першості СРСР серед команд 1-ї ліги 1978 року
- Чотириразовий чемпіон України 2001, 2002, 2003, 2004 років
- Чотириразовий володар Кубка України 1994, 2001, 2002, 2003 років
- Срібний призер чемпіонату України 1996, 2000 років
- Бронзовий призер чемпіонату України 1993, 1997, 1999 років
- Бронзовий призер Кубка топкоманд Європи 2001 року
- Переможець чемпіонату Росії серед команд вищої ліги «А» в сезоні 2009-2010.